# Кухня Гвинеи

Расположение Гвинеи

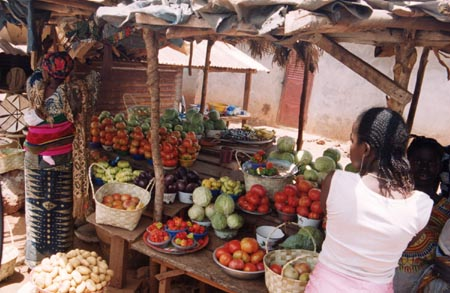
Рыночный прилавок, торгующий овощами в префектуре Дингирайе, Гвинея

Гвинейская кухня — национальная кухня Гвинейской Республики, включает в себя традиционные блюда Гвинеи: фуфу, варёное манго, жареные бананы, жареный батат, и тыквенный пирог.

## Основные ингредиенты
Кукуруза является основным продуктом питания, способы её приготовление и использование как ингредиента различаются в зависимости от региона: Средняя Гвинея, Верхняя Гвинея, Прибрежная Гвинея, Лесная Гвинея и район столицы (Конакри). Она является частью западноафриканской кухни и входит в состав фуфу, кукурузу джоллоф, маафе и кукурузного хлеба тапалапа (tapalapa bread). Ингредиентами являются и варёные листья маниоки.
В сельской местности еду едят из большой сервировочной тарелки руками. Десерты редкость. Гвинейская кухня приобрела некоторую популярность за границей, и гвинейские рестораны есть в Нью-Йорке (США).

## Известные блюда

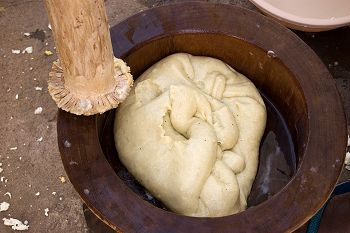
Традиционное приготовление фу-фу в ступке с пестиком

Традиционные гвинейские блюда включают:
- Фуфу, также известный как Tô, представляет собой пикантную выпечку с соусом из бамии[2]
- Bouille[1]
- Приготовленное манго[1]
- Жареный банан[1]
- Жареный батат[1]
- Fouti (рис)
- Gateau farine [1], разнообразное печенье
- Тамариндовый напиток[1]
- Thiacri, сладкое сенегальское блюдо из кускуса и молока[1]
- Poule (цыплёнок)[1]
- Konkoé — копчёный сом и овощное рагу[2]
- Bissap, напиток из гибискуса

## Соусы
Традиционные гвинейские соусы включают:
- Соус фути (Footi sauce) — густой, с баклажанами, луком, фасолью, водой, томатным соусом и бульонным кубиком
- Maffe tiga — арахисовый соус или рагу в гвинейско-сенегальском стиле.
- Маффи гомбо (Maffi gombo) — соус из бамии
- Маффи хакко бантура (Maffi hakko Bantura) — листовой соус со сладким картофелем
- Маффи супу (Maffi supu)
- Sauce d'arrachide ou Kansiyé — состоит из арахисового масла, воды, острого перца чили, помидоров, чеснока и лука[2]

## Напитки
Традиционные гвинейские напитки включают:
- Имбирный напиток (имбирное пиво)
- Напиток из гибискуса (jus de bissap)
- В немусульманских районах употребляют пальмовое вино.